# Marcantonio Gozzadini
Marcantonio Gozzadini ou encore Marco Antonio Gozzadini (né en 1574 à Bologne, en Émilie-Romagne, alors dans les États pontificaux et mort le 1er septembre 1623 à Rome) est un cardinal italien du XVIIe siècle, qui fut évêque de Tivoli, puis de Faenza.
Né dans une famille patricienne de Bologne, Marcantonio Gozzadini était un cousin du pape Grégoire XV. Il est aussi un cousin lointain du cardinal Ulisse Giuseppe Gozzadini (1709).

## Biographie
Marcantonio Gozzadini étudie le droit civil et le droit canon à l'université de Bologne et entame simultanément une carrière de juriste et une carrière ecclésiastique dans cette ville. En 1616, il est appelé à Rome pour devenir l'avocat de la Curie romaine. Il est notamment prieur de San Bartolomeo à Bologne, primo collaterale de Campidoglio, chanoine à la basilique Saint-Pierre et collaterale di Campidoglio.
Le pape Grégoire XV le crée cardinal lors du consistoire du 21 juillet 1621. Il opte pour le titre cardinalice de Sant'Eusebio.
Il est prieur beneficiato de S. Angelo in Tivoli et abbé de S. Giovanni di Laura. En 1622 il est nommé évêque de Tivoli et le 7 juin 1623 il est transféré à Faenza. Il est aussi abbé commendataire de S. Antonio à Gênes et de S. Basilide di Canaria.
Le cardinal Gozzadini participe au conclave de 1623, lors duquel Urbain VIII est élu pape.
Marcantonio Gozzadini meurt, peu après, à Rome, le 11 septembre 1623, à l'âge de 49 ans.

### Sources
- (it) Cet article est partiellement ou en totalité issu de l’article de Wikipédia en italien intitulé « Marco Antonio Gozzadini » (voir la liste des auteurs).

- (en) Cet article est partiellement ou en totalité issu de l’article de Wikipédia en anglais intitulé « Marcantonio Gozzadini » (voir la liste des auteurs).